# Cyrtochilum gargantua
Cyrtochilum gargantua là một loài thực vật có hoa trong họ Lan. Loài này được (Rchb.f.) Kraenzl. mô tả khoa học đầu tiên năm 1917.